# Tom Parker
'Oberst' Tom Parker (26. juni 1909 – 21. januar 1997), var manager for Elvis Presley og havde tidligere været manager for bl.a. Eddy Arnold og Hank Snow. Tom Parkers oprindelse har altid været omgivet af stor mystik, men det er dog slået fast, at hans fødenavn var Andreas Cornelis van Kujik. Han blev født i Breda i Holland. Hans obersttitel er selvopfundet, og ingen ved i dag præcist hvor den stammer fra. 

## Manager for Elvis Presley
Parker blev manager for Elvis Presley fra den 18. august 1955 og resten af Elvis' liv og karriere. En af Tom Parkers første – og afgørende – handlinger som manager for Elvis var at forhandle en overgang fra det lokale Memphis-pladeselskab Sun Records til det kæmpestore RCA Victor. Handlen var en realitet allerede 22. november 1955, og overgangssummen var på hele 35.000,- dollars (+ 5.000,- direkte til Elvis), den dengang største sum nogensinde for en pladekontrakt.
Tom Parker, der rejste til USA som 18-årig, var illegal immigrant og kunne følgelig ikke få bl.a. pas. Derfor tog han ikke med Presley til Tyskland under militærtjenesten, og det menes også at have været den væsentligste årsag til, at Elvis Presley praktisk taget aldrig tog på turne udenfor USA's grænser. Ganske vist var Presley på en mindre turne til Canada i 1957 med koncerter i Toronto, Ottawa og Vancouver, men det var uden Parkers ledsagelse.
Obersten, som Parker blev kaldt, var dygtig, – nogle mener endda, at han måske var for dygtig. Det er i det mindste ubestridt, at det var Tom Parker som fastholdt Elvis Presley på filmlærredet op gennem 1960'erne, hvorved han tabte afgørende terræn overfor de mange nye kunstnere og grupper, som kom frem i disse år. I det hele taget må det siges, at hans måde at være manager på har været med til at redefinere begrebet manager. Han styrede "forretningen Elvis" med hård og kyndig hånd og har en stor del af æren for Presleys kultagtige stjernestatus. Også hans andel af indtjeningen var nyskabende. Fra begyndelsen fik han de sædvanlige 10% men snart fik han forhandlet sig frem til stigninger så store, at han ved Elvis' død menes at have scoret 50% af Elvis' indtægter.

## Efter Elvis Presleys død
Efter Elvis' død den 16. august 1977 blev Parker sagsøgt af boet, der anklagede ham for at misrøgte Elvis' interesser. Sagen endte med forlig i 1983.
Tom Parker døde af et hjerteslag i Las Vegas den 21. januar 1997, 87 år gammel.